# 相良村

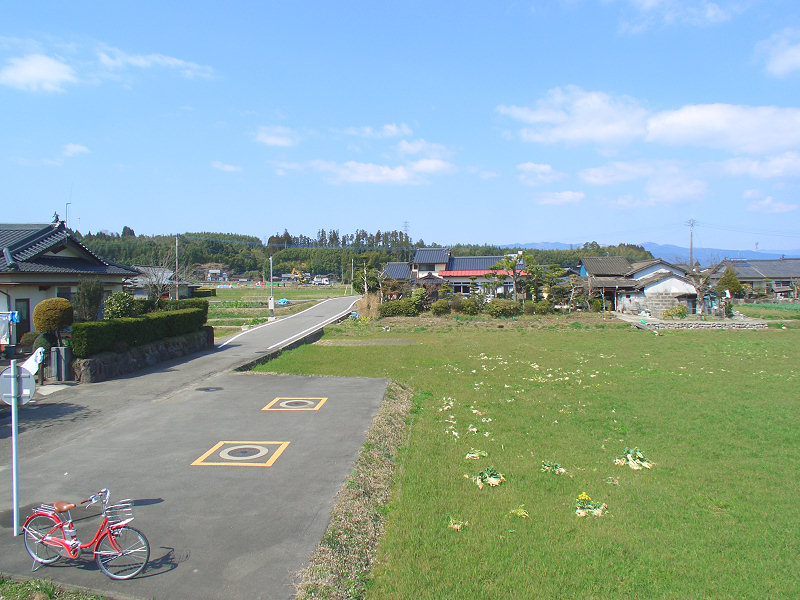
川村駅前（北側）

相良村（さがらむら）は熊本県南部に位置する村。球磨郡に属している。

## 地理
熊本県南部の人吉盆地西部に位置する。北部はほとんどが山地であり、また南北を縦断するように川辺川が流れている。
南側をくま川鉄道湯前線が通っており、柳瀬には川村駅がある。

## 河川
- 川辺川
- 球磨川

### 地名
- 川辺(旧川村)
- 深水(旧川村)
- 柳瀬(旧川村)
- 四浦(旧四浦村。地内はさらに東・西に分かれる)

## 歴史

### 沿革
- 1956年（昭和31年）9月1日 - 川村と四浦村が合併して相良村が誕生[2]。

## 行政
- 村長：吉松　啓一 （2020年から、1期目）

## 経済

### 産業
- 主な産業
- 産業人口

#### 特産品
- 米
- 茶（熊本県内一位の生産量）
- 葉たばこ
- 四浦こんにゃく
- メロン
- 鮎
- 長もやし

## 地域

### 人口
| |                                        |  |
| 相良村と全国の年齢別人口分布（2005年） | 相良村の年齢・男女別人口分布（2005年） |  |
| ■紫色 ― 相良村 ■緑色 ― 日本全国 | ■青色 ― 男性 ■赤色 ― 女性              |  |
| 相良村（に相当する地域）の人口の推移 \| 1970年（昭和45年） \| 6,241人 \| \| \| 1975年（昭和50年） \| 5,753人 \| \| \| 1980年（昭和55年） \| 5,932人 \| \| \| 1985年（昭和60年） \| 6,024人 \| \| \| 1990年（平成2年） \| 5,941人 \| \| \| 1995年（平成7年） \| 5,756人 \| \| \| 2000年（平成12年） \| 5,526人 \| \| \| 2005年（平成17年） \| 5,398人 \| \| \| 2010年（平成22年） \| 4,934人 \| \| \| 2015年（平成27年） \| 4,468人 \| \| \| 2020年（令和2年） \| 4,070人 \| \| |                                        |  |
| 総務省統計局 国勢調査より |                                        |  |
| 1970年（昭和45年） | 6,241人                                |  |
| 1975年（昭和50年） | 5,753人                                |  |
| 1980年（昭和55年） | 5,932人                                |  |
| 1985年（昭和60年） | 6,024人                                |  |
| 1990年（平成2年） | 5,941人                                |  |
| 1995年（平成7年） | 5,756人                                |  |
| 2000年（平成12年） | 5,526人                                |  |
| 2005年（平成17年） | 5,398人                                |  |
| 2010年（平成22年） | 4,934人                                |  |
| 2015年（平成27年） | 4,468人                                |  |
| 2020年（令和2年） | 4,070人                                |  |

### 教育

#### 中学校
- 相良村立相良中学校

#### 小学校
- 相良村立相良北小学校
- 相良村立相良南小学校

## 交通

### 鉄道路線

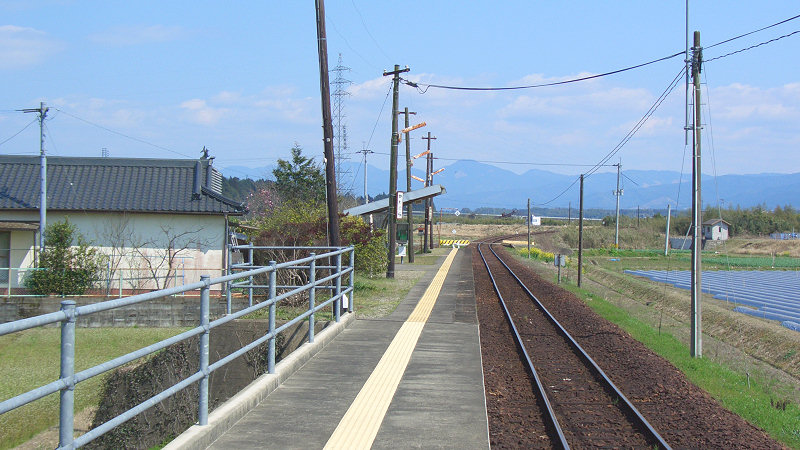
川村駅

- くま川鉄道湯前線：川村駅

### 路線バス
- 産交バス（人吉営業所）
  - 人吉市 - 相良村 - 錦町 - あさぎり町 - 多良木町 - 湯前町
  - 人吉市 - 山江村 - 相良村 - 五木村

### 道路
村内に高速道路のインターチェンジはないが、最寄りは九州自動車道人吉インターチェンジ。
一般国道
- 国道445号

主要地方道
- 熊本県道33号人吉水上線
- 熊本県道48号多良木相良線

一般県道
- 熊本県道162号相良人吉線
- 熊本県道324号小枝深水線

## 姉妹都市・提携都市

### 国外
姉妹都市
- サンバランタン（フランス語版）村（フランス共和国）
2017年11月10日姉妹都市提携[3]。キリスト教の聖人・ウァレンティヌス（聖バレンタイン）に因むサンバランタン村と2016年から交流している[4]。

## 名所・旧跡・観光スポット・祭事・催事

### 名所・旧跡・観光スポット
- 仰烏帽子山（市房山、白髪岳と並ぶ球磨三名山の一つ）
- 雨宮神社（くまもと緑の百景に選ばれた「雨宮の森」（通称：トトロの森）に鎮座）
- 十島菅原神社（平成6年度に国の重要文化財に指定）
- 北嶽神社

### 祭事・催事
- 北嶽神社･十島菅原神社秋季大祭（毎年9月23日）
- 専徳寺ひな祭
- サイクルフェスタ
- サガラッパ祭り

## 出身著名人
- 矢上雅義（政治家、元相良村長）
- 小山勝清（作家）
- 杏野はるな（アイドル）